# Ángel Bahamonde Magro
Ángel Bahamonde Magro (1949) és un historiador espanyol, especialitzat en l'edat contemporània.
És catedràtic d'Història Contemporània en la Universitat Carles III de Madrid, càtedra que abans va ocupar en la Facultat de Ciències de la Informació de la Universitat Complutense (departament d'Història de la Comunicació Social).

## Premis
- Creu al Mèrit Naval amb distintiu blanc (BOD. núm. 3, 4 de gener de 2008) l'11 de gener de 2008

## Obres
Autor
- Bahamonde, Ángel. El Real Madrid en la historia de España.  Madrid: Taurus, 2002.[1]
- Bahamonde, Ángel. Ángel Bahamonde, Madrid 1939. La conjura del coronel Casado.  Madrid: Cátedra, 2014.[2]

Coautor
- Bahamonde, Ángel; Cayuela, José. Hacer las Américas: las élites coloniales españolas en el siglo XIX.  Alianza Editorial, 1992.[3]
- Bahamonde, Ángel; Cervera Gil, Javier. Así terminó la guerra de España.  Marcial Pons, 1999.[4]
- Bahamonde, Ángel; Villares, Ramón. El mundo contemporáneo: siglos XIX y XX.  Madrid: Taurus Ediciones, 2001.[5]
- Bahamonde, Ángel; Sánchez Illán, Juan Carlos. Una república de papel: L'Espagne Républicaine (1945-1949).  Madrid: Fondo de Cultura Económica, 2010.[6]

Editor
- Madrid en la sociedad del siglo XIX.  Madrid: Comunidad de Madrid, 1986.
- La burguesía madrileña del siglo XIX.
- La sociedad madrileña durante la Restauración 1876-1931.  Madrid: Comunidad de Madrid, 1989.